# Erveo Francopoulo
Erveo detto Frangopulo o Francopulo ossia figlio di Franchi (in greco Ἑρβέβιος Φραγγόπουλος?; in francese Hervé; inizio XI secolo – 1063 circa) è stato un cavaliere medievale e mercenario normanno che combatté al fianco dei Drengot e degli Altavilla per la conquista del Mezzogiorno d'Italia; fu poi mercenario al servizio dell'Impero bizantino. Probabilmente fondò la famiglia bizantina dei Francopouli.

## Biografia
Secondo Amato di Montecassino Erveo insieme ad altri mercenari normanni combatté per l'Impero bizantino sotto il comando di Giorgio Maniace contro i musulmani in Sicilia nel 1038-1040. Tra il 1040 e 1042, partecipò alla campagna in Puglia; fece parte del gruppo di cavalieri che, al principio del 1043, partecipò al parlamento generale dei baroni Longobardi e Normanni indetto a Melfi da Guaimario V, principe Longobardo di Salerno, da Rainulfo Drengot, Conte di Aversa, e da Guglielmo I d'Altavilla. Erveo ricevette come premio per i suoi servigi il territorio intorno ad Avellino: secondo la cronaca di Leone Marsicano, Erveo diventò signore di Grigentum, da intendere come Frigentum (attuale Frigento); secondo Amato di Montecassino ebbe invece Argyneze, località non identificabile. I Normanni tendevano a far coincidere la riorganizzazione religiosa con la giurisdizione amministrativa: Frigento, infatti, era sede vescovile. 
Nel 1050 circa fu a capo dei mercenari normanni dell'esercito bizantino di Niceforo Briennio il Vecchio. Nello stesso anno, Erveo e Catacalo Cecaumeno furono sconfitti dai Peceneghi nei pressi del Danubio.
Nel 1056 chiese all'imperatore bizantino Michele VI Bringa (1056-1059) di poter essere elevato al titolo di magister officiorum, ma non gli fu concesso. Erveo si ritirò dunque nella sua tenuta nel thema d'Armeniakon. Qui raccolse un seguito di 300 soldati normanni e nella primavera del 1057 marciò verso l'Asia Minore orientale, nei pressi del lago di Van. Erveo probabilmente mirava a crearsi un suo stato in quella regione, ed iniziò a far guerra contro gli Armeni ed i Selgiuchidi. Dopo un iniziale successo, Erveo fu catturato dall'Emiro di Akhlat, Abu Nasr, che lo rispedì a Costantinopoli in catene. Erveo apparentemente non si riconciliò con l'imperatore, ma è stato trovato un sigillo che fa capire che ricevette il titolo di magister officiorum, e fu nominato vestiarites e stratēlatēs d'Oriente nell'esercito di Isacco I Comneno (1057-1059).
Il cronista Matteo di Edessa ricorda che nel 1063 circa, i Turchi di Amida corruppero un certo "Frankabol", al fine di evitare la guerra. Non é certo che fosse Erveo, che fu tuttavia fatto giustiziare dall'imperatore Costantino X Ducas (1059-1067) poco dopo.

### Fonti antiche
- Amato di Montecassino, L'Ystoire de li Normant
- Leone Marsicano, Chronica monasterii Casinensis
- Ioannis Scylitzae, Synopsis Historiarum (ed. Hans Thurn, CFHB, 1973; ISBN 978-3-11-002285-8).